# Coenosia lacustris
Coenosia lacustris este o specie de muște din genul Coenosia, familia Muscidae. A fost descrisă pentru prima dată de Karl în anul 1930. Conform Catalogue of Life specia Coenosia lacustris nu are subspecii cunoscute.